# 小行星2688
小行星2688（2688 Halley）是一颗围绕太阳公转的小行星。1982年4月25日，愛德華·鮑威爾在可可尼诺县发现了此天体。
該小行星以英國天文學家愛德蒙·哈雷命名。
这颗小行星的绝对星等为185.10492等。